# جون براين
جون براين (بالنرويجية البوكمول: Knud Bryn)‏ هو مهندس نرويجي، ولد في 15 مارس 1855 في تروندهايم في النرويج، وتوفي في 28 مايو 1941.